# Johanneskirche (Heidelberg-Neuenheim)

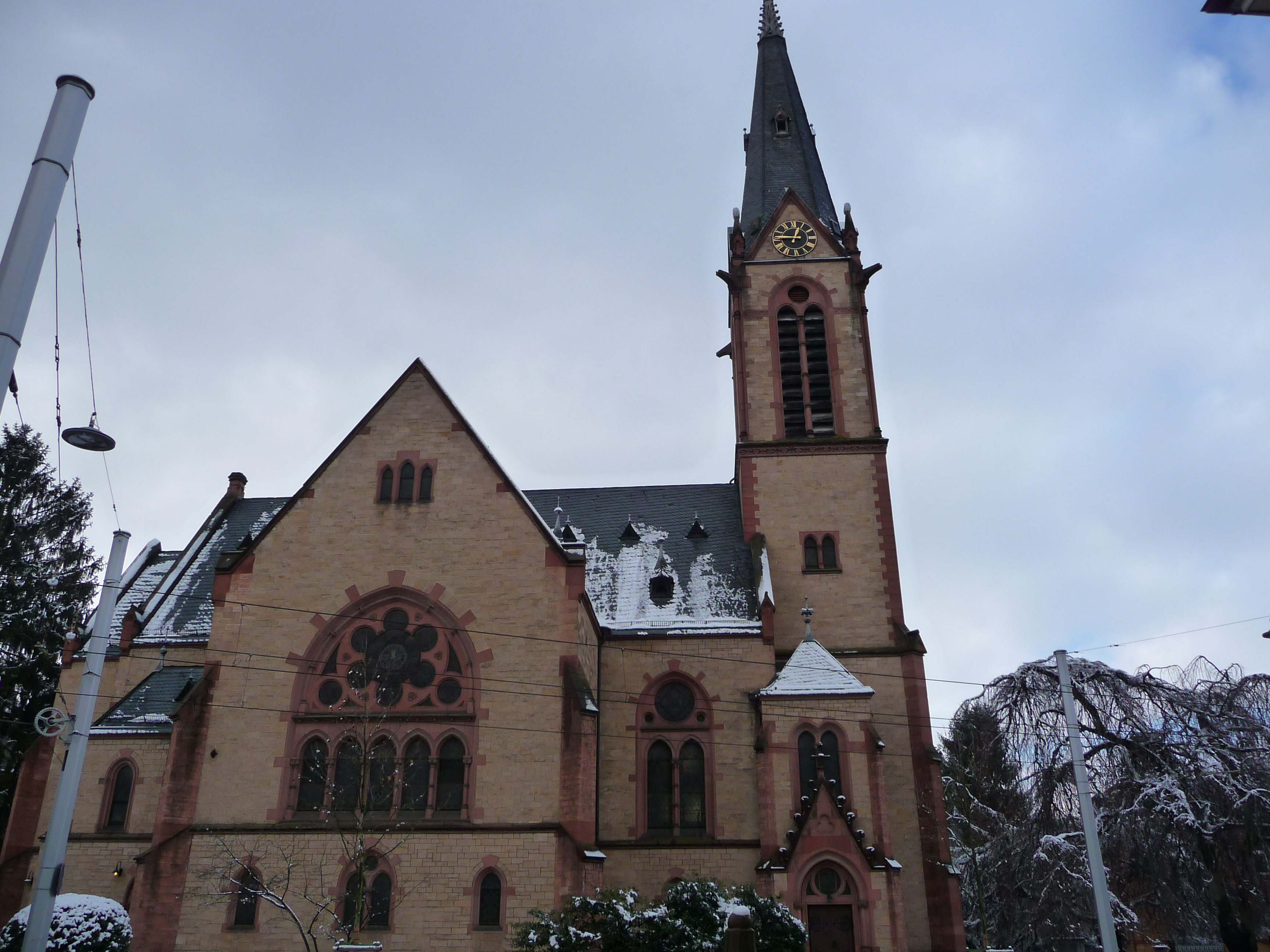
Johanneskirche, Blick von Osten

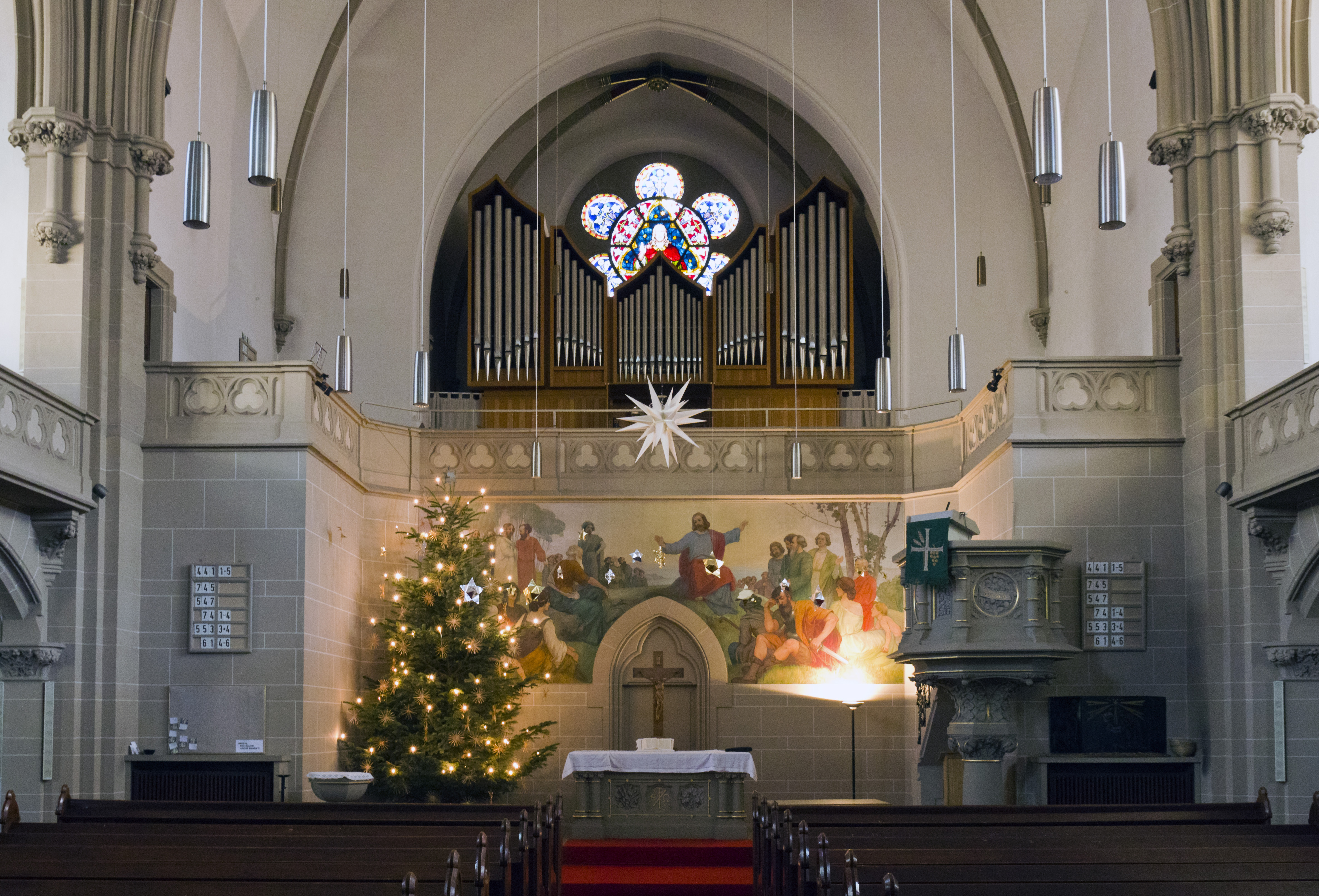
Innenraum

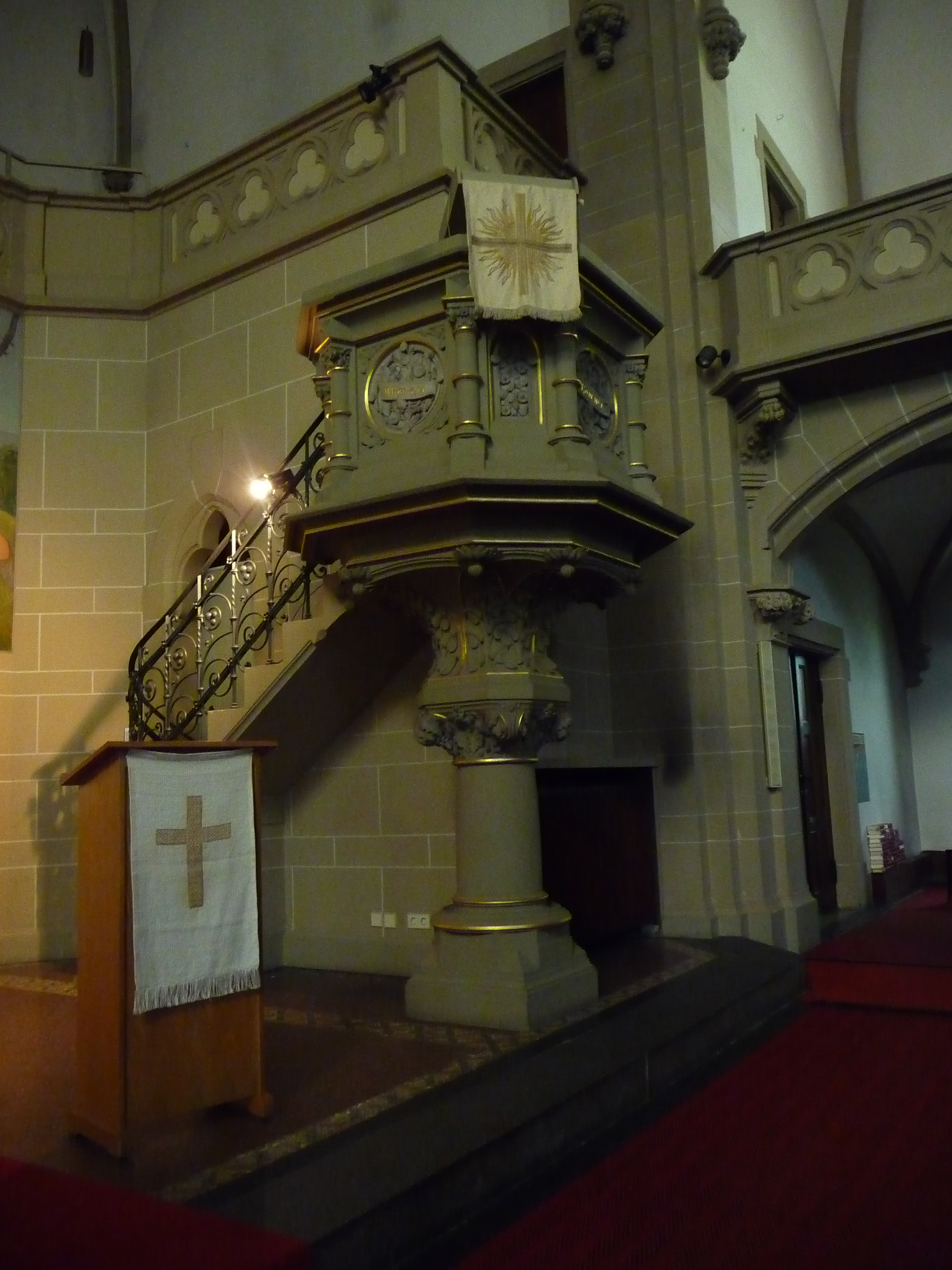
Kanzel

Die Johanneskirche ist eine neugotische evangelische Kirche im Heidelberger Stadtteil Neuenheim, die in den Jahren von 1899 bis 1902 errichtet wurde.

## Geschichte
Nach der Eingemeindung Neuenheims nach Heidelberg im Jahr 1891 wuchs der neue Stadtteil rasch. Die alte Johanneskirche am Neuenheimer Marktplatz, seit der Reformation evangelisch, war bald zu klein. 1895 wurde eine Erweiterung geplant, schließlich beschloss man aber den Neubau einer größeren Kirche außerhalb des alten Dorfkerns. Im Jahr 1900 wurde an einem Knick der Handschuhsheimer Landstraße der Grundstein für die neue Kirche gelegt, die den Namen von der alten Kirche übernahm, allerdings nun auf den Evangelisten Johannes, nicht auf Johannes den Täufer bezogen. Am 11. Mai 1902 wurde die neue Johanneskirche im Beisein des Großherzogs Friedrich I. eingeweiht.
Die Pläne für den Bau stammten vom Architekten und großherzoglich badischen Oberbaudirektor Hermann Behaghel, der zahlreiche historistische Kirchenbauten in Baden entwarf. Die Johanneskirche war sein erster Kirchenneubau in Heidelberg, ihr folgten die Christuskirche in der Weststadt, die Kreuzkirche in Wieblingen und die Friedenskirche in Handschuhsheim.

## Beschreibung
Die Kirche orientiert sich in ihrem Stil an der burgundischen Frühgotik, ist aber im Gegensatz zu gotischen Kirchen als Zentralbau ausgeführt. Der Grundriss basiert auf einem griechischen Kreuz, wobei der südliche Arm (hinter dem Altar) als Konfirmandensaal abgetrennt ist. Die Kirche steht frei an einer Straßengabelung, so ist die Fassade nach drei Seiten hin wirkungsvoll gestaltet. Über dem Haupteingang im Norden ragt der markante, 55 m hohe Turm auf.
Der Innenraum folgt dem damals neuen Wiesbadener Programm, das die Funktionalität in den Vordergrund rückt und die Einheit von Kanzel, Altar und Orgel propagiert. So flankieren Kanzel und Taufstein den Altar, über dem sich die Orgel befindet. Als typische Predigtkirche weist die Johanneskirche an allen Seiten umlaufende Emporen auf. Von der ursprünglichen Ausmalung hat sich nur die Darstellung der Bergpredigt über dem Altar erhalten, der Rest wurde bei einer Renovierung im Jahr 1957 entfernt.

## Kirchenmusiker
- Beate Rux-Voss (2015–2020)[1]
- Lukas Henke (seit 2021)[2]